# Michael Clark
Pour les articles homonymes, voir Michael Clark (astronome) et Clark.
Michael Clark, né à Aberdeen (Écosse) le 2 juillet 1962, est un danseur et chorégraphe britannique.

## Biographie
Dans son enfance Michael Clark pratique la danse écossaise puis entame des études à la Royal Ballet School de Londres (1975-1979), suivant des stages d'été avec Merce Cunningham.
Il commence sa carrière au Ballet Rambert en 1979 et, deux ans plus tard, rejoint la compagnie de Karole Armitage. En 1984, il fonde sa propre compagnie, Michael Clark and Dancers. Il chorégraphie pour le Ballet de l'Opéra de Paris, le GRCOP, le Scottish Ballet, le English National Ballet. Il collabore aussi à divers projets cinématographiques avec Charles Atlas et danse dans Prospero's Books de Peter Greenaway (1991).
Victime d'un accident au genou, il doit interrompre sa carrière en 1995 mais revient à la danse en 1998. Résolument postmoderne, il est souvent qualifié d'artiste « queer post-punk ». Il met en scène en 2004 le défilé d'Alexander McQueen, tenant plus de la performance artistique que de la présentation de mode. En 2010-2011, il obtient une résidence à la Tate Modern de Londres puis en 2012 au Whitney Museum of American Art de New York qui aboutissent à la création d'un nouveau spectacle.

## Principales chorégraphies
- 1980 : Surface Values
- 1982 : Rush
- 1983 : 12XU
- 1984 : New Puritans
- 1984 : Do You Me ? I Did
- 1985 : Angel Food
- 1987 : Because We Must (film)
- 1989 : Heterospective
- 1992 : Mmm...
- 1992 : O
- 2012 : Création 2012
- 2013 : Come, Been and Gone

## Filmographie
- 1986 : Comrades de Bill Douglas – le marin